# 偶像學校
《偶像學校》是韓國Mnet於2017年製作的綜藝節目，以養成新女團偶像為主軸，招收13足歲以上少女接受為期11週的偶像特殊教育，成績優秀的九名畢業生將以新女團成員身份出道。
節目於2017年7月13日開播，每週四21:30（KST）播出。9月起移至週五23:00播出。
9月29日Pledis娛樂CEO 韓成洙確認將擔任新女團製作人。同日，最後一集直播中公布新女團定名為「fromis_9」（韓語： 프로미스나인）。

## 節目制度與規則
- 不設入學歌唱和舞蹈要求，年齡12歲以上。
- 偶像學校是長期培訓系統，推出的女團是長遠存在團體，所以入學新生須無經紀約在身。
- 課程特性：短期、集中且有針對性的計畫，以接受11週教育課程後能出道為目標。
- 畢業考試中表現優秀的九名學生，能於2017年下半年以新女團成員身份出道。
- 節目播出期間全程引入育成會員制度與簡訊評價制度：

1. 「育成會員」即為此節目所有觀眾。
2. 節目開始前一週，育成會員可先行上網投票支持心目中的人選。
3. 節目即時簡訊投票（又稱出道能力投票）：節目進行時，育成會員可即時進行簡訊投票，每位育成會員可投多位學生，但對單一學生只能投一次，1票等同於10分。
4. 由於簡訊投票會產生收益（每則簡訊向使用者收100韓圓），《偶像學校》會將全部收益捐贈給CJ Donors camp（CJ的社會公益機構）。
5. 前一週先行評價線上投票（占10%）與即時簡訊投票（占90%），累積後即為學生該週的成績，於當週節目結束前五分鐘公佈全體學生排名。

- 排名未達標準的學生將離開「育成班」，可選擇轉到「普通班」，在校外繼續培訓[註 2]，仍另有機會出道[6][7][8][9][10]。

## 校歌
| 年份 | 發佈日期 | 曲名                      | 版本 |
| 2017 | 5月27日  | 《예쁘니까》 （因為漂亮） | 舞蹈示範版 （页面存档备份，存于） 純歌曲版 （页面存档备份，存于）                                                  |
| 2017 | 6月28日  | 《예쁘니까》 （因為漂亮） | 41位新生共同表演版 （页面存档备份，存于）                                                                          |
| 2017 | 7月13日  | 《예쁘니까》 （因為漂亮） | M!Countdown特別舞台 （页面存档备份，存于） 分組戶外版本 （页面存档备份，存于） 分組教室版本 （页面存档备份，存于） |
| 2017 | 7月19日  | 《예쁘니까》 （因為漂亮） | 假人挑戰版 （页面存档备份，存于）                                                                                  |

## 校址
- 韓國京畿道楊平郡多文里楊平英語村[註 3]。

## 校樹
山茶花
- 花語為「了不起的魅力」，生長週期全年常綠，且在寒冷天氣中綻放紅色的花朵，代表偶像學校的學生具有毅力與熱情；希望學生們畢業後都能成長為具有毅力、熱情、偶像魅力的偶像。

## 校徽
盾牌中央圖案的意義
- 代表任何女孩們的夢想。

盾牌的意義
- 代表保護這些夢想。

盾牌顏色的意義
|  |
|  |
|  |

| 粉紅色 | 代表少女                     |
| 白色   | 代表學生們樸實無華           |
| 藍色   | 代表在世界舞台積極進取的精神 |

## 教職員
| - 李順載 校長 - 給予偶像學校學生的訓勉：「這個世界上有三種人：必須要存在的人，可有可無的人，不該存在的人。希望各位都能夠成為必須要存在的人，不可或缺的偶像！」 - 金希澈 班主任 - 15年的長壽偶像團體Super Junior團員。 - 偶像學校學生學習夥伴。 - Bada 音樂老師 - S.E.S.成員 - 張鎮永 音樂老師 - SM娛樂專業聲樂培訓老師。 - 前SM娛樂男子團體Black Beat成員。 | - 天舞Stephanie 舞蹈老師 - 天上智喜前成員 - 朴俊熙 舞蹈老師 - 女團圈內名舞蹈家。 - GFRIEND《Rough》《Me Gustas Tu》等創意編舞老師。 - 尹泰植 體育老師 - 明星體能教師、健身教練。 - 學生包括孔劉、孔旻智、姜敏京。 - 黑眼必勝 總製作人 - TWICE《Like OOH-AHH》作曲、作詞、编曲，《Cheer Up》《TT》作曲、编曲，《Likey》作曲、作词、编曲。 - Sistar《Touch My Body》作曲、作詞。 |

## 課程概要
| 定製特殊化課程 專業科目總覽 | - 「偶像學概論」 - 「刀群舞的理解」 - 「偶像心理衛生管理學」 - 「發聲與呼吸的關係」 - 「肺活量訓練」 - 「舞臺危機處理」 | - Class 1：相機吸引學 - Class 2：Team work的理解 - Class 3：舞臺危機處理 - Class 4：心理衛生管理學 | - 第一課：黑眼必勝老師 「校歌的理解」 - 第二課：張鎮永老師 「校歌發聲的基礎」 - 第三課：朴俊熙老師 「校歌舞蹈的理解」 |

## 學生列表

### 育成班(已出道)
後續團體相關資訊請見fromis_9
| 姓名   | 韓文           | 出生日期       | 血型   | 座右銘                                               | 個人cam                       | 學歷                                   | 經歷/節目參演                  | 最後排名 |
| 姓名   | 英文           | 國籍           | 星座   | 座右銘                                               | 個人cam                       | 學歷                                   | 經歷/節目參演                  | 最後排名 |
| ------ | -------------- | -------------- | ------ | ---------------------------------------------------- | ----------------------------- | -------------------------------------- | ------------------------------ | -------- |
| 盧知宣 | 노지선         | 1998年11月23日 | B      | 回顧時沒有後悔過                                     | 盧知宣 （页面存档备份，存于） | 大眞女高（輟學）                       | 前The Music Works練習生        | 1        |
| 盧知宣 | Roh Ji Sun     | 大韓民國       | 射手座 | 回顧時沒有後悔過                                     | 盧知宣 （页面存档备份，存于） | 大眞女高（輟學）                       | 前The Music Works練習生        | 1        |
| 宋河英 | 송하영         | 1997年9月29日  | A      | 不要失去珍貴的東西，努力去做吧！                     | 宋河英 （页面存档备份，存于） | 韓林演藝藝術高等學校實用舞蹈科（畢業） |                                | 2        |
| 宋河英 | Song Ha Young  | 大韓民國       | 天秤座 | 不要失去珍貴的東西，努力去做吧！                     | 宋河英 （页面存档备份，存于） | 韓林演藝藝術高等學校實用舞蹈科（畢業） |                                | 2        |
| 李賽綸 | 이새롬         | 1997年1月7日   | B      | 將幸福養成一種習慣                                   | 李賽綸 （页面存档备份，存于） | 同德女子大學放送演藝系(在學)           | 舞蹈競演節目《Dancing9》參賽者 | 3        |
| 李賽綸 | Lee Sae Rom    | 大韓民國       | 魔羯座 | 將幸福養成一種習慣                                   | 李賽綸 （页面存档备份，存于） | 同德女子大學放送演藝系(在學)           | 舞蹈競演節目《Dancing9》參賽者 | 3        |
| 李采映 | 이채영         | 2000年5月14日  | B      | 成功的人終會成功                                     | 李采映 （页面存档备份，存于） | 韓林演藝藝術高等學校(畢業)             | 前JYP娛樂練習生                | 4        |
| 李采映 | Lee Chae Young | 大韓民國       | 金牛座 | 成功的人終會成功                                     | 李采映 （页面存档备份，存于） | 韓林演藝藝術高等學校(畢業)             | 前JYP娛樂練習生                | 4        |
| 李娜炅 | 이나경         | 2000年6月1日   | A      | 不去做留下遺憾 倒不如做了再後悔                      | 李娜炅                        | 北京新橋外國語言學校（留學）           |                                | 5        |
| 李娜炅 | Lee Na Gyung   | 大韓民國       | 雙子座 | 不去做留下遺憾 倒不如做了再後悔                      | 李娜炅                        | 北京新橋外國語言學校（留學）           |                                | 5        |
| 朴池原 | 박지원         | 1998年3月20日  | A      | Have courage and be kind                             | 朴池原                        | 狎鷗亭高中（輟學）                     | 前JYP娛樂練習生/《SIXTEEN》    | 6        |
| 朴池原 | Park Ji Won    | 大韓民國       | 雙魚座 | Have courage and be kind                             | 朴池原                        | 狎鷗亭高中（輟學）                     | 前JYP娛樂練習生/《SIXTEEN》    | 6        |
| 李瑞淵 | 이서연         | 2000年1月22日  | A      | 如果做了會後悔，不做也會後悔的話，那就做了再後悔吧！ | 李瑞淵 （页面存档备份，存于） | 首爾公演藝術高中（輟學）               | 前YG娛樂練習生                 | 7        |
| 李瑞淵 | Lee Seo Yeon   | 大韓民國       | 水瓶座 | 如果做了會後悔，不做也會後悔的話，那就做了再後悔吧！ | 李瑞淵 （页面存档备份，存于） | 首爾公演藝術高中（輟學）               | 前YG娛樂練習生                 | 7        |
| 白知憲 | 백지헌         | 2003年4月17日  | B      | My way                                               | 白知憲 （页面存档备份，存于） | 首爾公演藝術高中（在學）               |                                | 8        |
| 白知憲 | Baek Ji Heon   | 大韓民國       | 牡羊座 | My way                                               | 白知憲 （页面存档备份，存于） | 首爾公演藝術高中（在學）               |                                | 8        |
| 張圭悧 | 장규리         | 1997年12月27日 | B      | Just Do It!                                          | 張圭悧                        | 首爾藝術大學表演系(在學)               |                                | 9        |
| 張圭悧 | Jang Gyuri     | 大韓民國       | 魔羯座 | Just Do It!                                          | 張圭悧                        | 首爾藝術大學表演系(在學)               |                                | 9        |

### 普通班
2017 MAMA in Japan節目單標為《偶像學校Class 1》
| 姓名   | 韓文           | 出生日期       | 血型   | 座右銘                                   | 個人cam                       | 經歷/節目參演                                                      | 最後名次 | 節目後現況                         |
| 姓名   | 英文           | 國籍           | 星座   | 座右銘                                   | 個人cam                       | 經歷/節目參演                                                      | 最後名次 | 節目後現況                         |
| 柳知娜 | 유지나         | 1997年1月25日  | A      | 關懷別人                                 | 柳知娜 （页面存档备份，存于） |                                                                    | 10       |                                    |
| 柳知娜 | Yoo Ji Na      | 大韓民國       | 水瓶座 | 關懷別人                                 | 柳知娜 （页面存档备份，存于） |                                                                    | 10       |                                    |
| 李海仁 | 이해인         | 1994年7月4日   | A      | 沒有必要懷疑最初的想法，這種自信會引導你 | 李海仁 （页面存档备份，存于） | 前Jellyfish娛樂練習生/《PRODUCE 101》參賽者                        | 11       | SOLO歌手                           |
| 李海仁 | Lee Hae In     | 大韓民國       | 巨蟹座 | 沒有必要懷疑最初的想法，這種自信會引導你 | 李海仁 （页面存档备份，存于） | 前Jellyfish娛樂練習生/《PRODUCE 101》參賽者                        | 11       | SOLO歌手                           |
| 昭名   | 박소명         | 1997年2月10日  | B      | 化危機為契機                             | 朴昭名 （页面存档备份，存于） |                                                                    | 12       |                                    |
| 昭名   | Park So Myeong | 大韓民國       | 水瓶座 | 化危機為契機                             | 朴昭名 （页面存档备份，存于） |                                                                    | 12       |                                    |
| NATTY  | 나띠           | 2002年5月30日  | O      | 不是要比別人好，而是要比現在發展得更好！ | NATTY （页面存档备份，存于）  | 前JYP娛樂練習生/《SIXTEEN》                                        | 13       | SOLO歌手 KISS OF LIFE              |
| NATTY  | NATTY          | 泰國           | 雙子座 | 不是要比別人好，而是要比現在發展得更好！ | NATTY （页面存档备份，存于）  | 前JYP娛樂練習生/《SIXTEEN》                                        | 13       | SOLO歌手 KISS OF LIFE              |
| 金恩序 | 김은서         | 2000年11月14日 | A      | 沒有目標就無法生存下去                   | 金恩序 （页面存档备份，存于） | 前JYP娛樂練習生/《SIXTEEN》                                        | 14       |                                    |
| 金恩序 | Kim Eun Suh    | 大韓民國       | 天蠍座 | 沒有目標就無法生存下去                   | 金恩序 （页面存档备份，存于） | 前JYP娛樂練習生/《SIXTEEN》                                        | 14       |                                    |
| 曹柔理 | 조유리         | 2001年10月22日 | AB     | Just Do It!                              | 曹柔理                        |                                                                    | 15       | IZ*ONE Solo歌手                    |
| 曹柔理 | Jo Yuri        | 大韓民國       | 天秤座 | Just Do It!                              | 曹柔理                        |                                                                    | 15       | IZ*ONE Solo歌手                    |
| 李時安 | 이시안         | 1999年2月25日  | O      | 宇宙大明星                               | 李時安                        |                                                                    | 16       | Happyface娛樂練習生                |
| 李時安 | Lee Si An      | 大韓民國       | 雙魚座 | 宇宙大明星                               | 李時安                        |                                                                    | 16       | Happyface娛樂練習生                |
| 賓荷娜 | 빈하늘         | 1999年12月14日 | O      | 初日心，最後心                           | 賓荷娜                        | 前STARSHIP娛樂及YMC娛樂練習生                                      | 17       |                                    |
| 賓荷娜 | Sky            | 大韓民國       | 射手座 | 初日心，最後心                           | 賓荷娜                        | 前STARSHIP娛樂及YMC娛樂練習生                                      | 17       |                                    |
| 裴恩英 | 배은영         | 1997年5月23日  | B      | 思索將來並努力過好今天                   | 裴恩英                        | 前Jellyfish娛樂練習生                                              | 18       | Stone Music娛樂練習生              |
| 裴恩英 | Bae Eun Yeong  | 大韓民國       | 雙子座 | 思索將來並努力過好今天                   | 裴恩英                        | 前Jellyfish娛樂練習生                                              | 18       | Stone Music娛樂練習生              |
| 申詩雅 | 신시아         | 1999年6月25日  | A      | 努力是不會辜負的！                       | 申詩雅                        | 前MLD娛樂練習生/ 《尋找MOMOLAND》                                  | 19       |                                    |
| 申詩雅 | Shin Sia       | 大韓民國       | 巨蟹座 | 努力是不會辜負的！                       | 申詩雅                        | 前MLD娛樂練習生/ 《尋找MOMOLAND》                                  | 19       |                                    |
| 金娜延 | 김나연         | 1996年5月15日  | B      | 努力是不會辜負的！                       | 金娜延                        | 前Berry Good成員                                                   | 20       | C-JeS娛樂旗下藝人 歌曲翻唱YouTuber |
| 金娜延 | Kim Na Yeon    | 大韓民國       | 金牛座 | 努力是不會辜負的！                       | 金娜延                        | 前Berry Good成員                                                   | 20       | C-JeS娛樂旗下藝人 歌曲翻唱YouTuber |
| 秋媛喜 | 추원희         | 1999年4月14日  | O      | 吃飯一定要慢慢咀嚼                       | 秋媛喜                        |                                                                    | 21       |                                    |
| 秋媛喜 | Chu Won Hui    | 大韓民國       | 牡羊座 | 吃飯一定要慢慢咀嚼                       | 秋媛喜                        |                                                                    | 21       |                                    |
| 徐慧仁 | 서헤린         | 2002年2月26日  | A      | Everything happens for a reason          | 徐慧仁 （页面存档备份，存于） | 前SM娛樂練習生(SM ROOKIES)/ 《偉大的誕生2 （页面存档备份，存于）》 | 22       | Youtuber                           |
| 徐慧仁 | Seo Herin      | 英国           | 雙魚座 | Everything happens for a reason          | 徐慧仁 （页面存档备份，存于） | 前SM娛樂練習生(SM ROOKIES)/ 《偉大的誕生2 （页面存档备份，存于）》 | 22       | Youtuber                           |
| 劉怡伶 | 타샤           | 1993年10月11日 | A      | 努力是不會辜負的！                       | 劉怡伶                        | 前CJ E&M練習生/ 前Skarf成員                                        | 23       | 新加坡演員、主持                   |
| 劉怡伶 | Tasha          | 新加坡         | 天秤座 | 努力是不會辜負的！                       | 劉怡伶                        | 前CJ E&M練習生/ 前Skarf成員                                        | 23       | 新加坡演員、主持                   |
| 李多熙 | 이다희         | 1996年4月25日  | O      | 無論如何，相信自己，不要放棄             | 李多熙                        | 前Awe5ome Baby成員                                                 | 24       | 日韓歌曲翻唱YouTuber               |
| 李多熙 | Lee Da Hee     | 大韓民國       | 金牛座 | 無論如何，相信自己，不要放棄             | 李多熙                        | 前Awe5ome Baby成員                                                 | 24       | 日韓歌曲翻唱YouTuber               |
| 曹煐珠 | 조영주         | 1995年8月12日  | B      | 一直燦爛而不傷害別人得活下去！           | 曹煐珠                        |                                                                    | 25       | RBW練習生                          |
| 曹煐珠 | Jo Young Ju    | 大韓民國       | 獅子座 | 一直燦爛而不傷害別人得活下去！           | 曹煐珠                        |                                                                    | 25       | RBW練習生                          |
| 李悠汀 | 이유정         | 1997年2月26日  | A      | 今生的主角是我                           | 李悠汀                        | 前MyB成員                                                          | 26       |                                    |
| 李悠汀 | Lee Yoo Jeong  | 大韓民國       | 雙魚座 | 今生的主角是我                           | 李悠汀                        | 前MyB成員                                                          | 26       |                                    |
| 金明智 | 김명지         | 1997年10月9日  | B      | 手碰觸的每個地方，都開出花朵吧！         | 金明智 （页面存档备份，存于） | 前Tiny-G成員                                                       | 27       | 演員                               |
| 金明智 | Kim Myong Ji   | 大韓民國       | 天秤座 | 手碰觸的每個地方，都開出花朵吧！         | 金明智 （页面存档备份，存于） | 前Tiny-G成員                                                       | 27       | 演員                               |
| 金朱賢 | 김주현         | 2002年6月29日  | O      | Normal is Boring                         | 金朱賢                        | 韓國歌手金興國女兒                                                 | 28       |                                    |
| 金朱賢 | Jenny          | 美国           | 巨蟹座 | Normal is Boring                         | 金朱賢                        | 韓國歌手金興國女兒                                                 | 28       |                                    |
| 曹侑彬 | 조유빈         | 1999年10月9日  | A      | 無論怎樣，都會...★                       | 曹侑彬                        | 前Jellyfish娛樂練習生                                              | 29       | 前Pink Fantasy成員                 |
| 曹侑彬 | Cho Yu Bin     | 大韓民國       | 天秤座 | 無論怎樣，都會...★                       | 曹侑彬                        | 前Jellyfish娛樂練習生                                              | 29       | 前Pink Fantasy成員                 |
| 朴宣   | 박선           | 2004年5月25日  | A      | 隨遇而安                                 | 朴宣                          |                                                                    | 30       | KINGKONG BY STARSHIP旗下演員       |
| 朴宣   | Park Sun       | 大韓民國       | 雙子座 | 隨遇而安                                 | 朴宣                          |                                                                    | 30       | KINGKONG BY STARSHIP旗下演員       |
| 金恩潔 | 김은결         | 2005年1月11日  | O      | 不要放棄，盡全力堅持到最後吧！           | 金恩潔                        | 前JYP娛樂練習生                                                    | 31       | YG娛樂練習生                       |
| 金恩潔 | Kim Eun Kyul   | 大韓民國       | 魔羯座 | 不要放棄，盡全力堅持到最後吧！           | 金恩潔                        | 前JYP娛樂練習生                                                    | 31       | YG娛樂練習生                       |
| 李憐惟 | 이영유         | 1998年7月10日  | O      | 不要做讓自己後悔的事                     | 李憐惟                        | 7公主                                                              | 32       |                                    |
| 李憐惟 | Lee Yeong Yoo  | 大韓民國       | 巨蟹座 | 不要做讓自己後悔的事                     | 李憐惟                        | 7公主                                                              | 32       |                                    |

### 普通班（已離校）
| 姓名        | 韓文           | 出生日期      | 血型   | 座右銘                                                               | 個人cam                       | 經歷/節目參演  | 最後名次 | 節目後現況     |
| 姓名        | 英文           | 國籍          | 星座   | 座右銘                                                               | 個人cam                       | 經歷/節目參演  | 最後名次 | 節目後現況     |
| 蔡瑞雪      | 스노우베이비   | 1996年10月2日 | A      | 相信自己的目標，努力再努力吧！                                       | 蔡瑞雪 （页面存档备份，存于） |                | 33       | 演員 Youtuber  |
| 蔡瑞雪      | Snowbaby       | 中華民國      | 天秤座 | 相信自己的目標，努力再努力吧！                                       | 蔡瑞雪 （页面存档备份，存于） |                | 33       | 演員 Youtuber  |
| 懷特·米雪兒 | 화이트 미셸    | 2004年2月9日  | O      | 不要氣餒                                                             | Michelle White                | 韓美混血兒     | 34       |                |
| 懷特·米雪兒 | Michelle White | 大韓民國      | 水瓶座 | 不要氣餒                                                             | Michelle White                | 韓美混血兒     | 34       |                |
| 李瑟        | 이슬           | 2001年2月10日 | B      | 戰勝強者，幫助弱者                                                   | 李瑟                          | 前HIGHTEEN成員 | 35       | Youtuber       |
| 李瑟        | Jessica Lee    | 菲律賓        | 水瓶座 | 戰勝強者，幫助弱者                                                   | 李瑟                          | 前HIGHTEEN成員 | 35       | Youtuber       |
| 鄭昭彌      | 정소미         | 1999年3月21日 | A      | 船不會偶然到達目的地                                                 | 鄭昭彌                        | 韓俄混血兒     | 36       |                |
| 鄭昭彌      | Jeong So Mi    | 大韓民國      | 牡羊座 | 船不會偶然到達目的地                                                 | 鄭昭彌                        | 韓俄混血兒     | 36       |                |
| 尹智雨      | 윤지우         | 2001年6月27日 | A      | 想要什麼就怎麼生活                                                   | 尹智雨                        |                | 37       |                |
| 尹智雨      | Yoon Jiwoo     | 大韓民國      | 巨蟹座 | 想要什麼就怎麼生活                                                   | 尹智雨                        |                | 37       |                |
| 楊璉智      | 양연지         | 1996年1月3日  | O      | 像只活今天一樣                                                       | 楊璉智                        | 前Bloomy成員   | 38       |                |
| 楊璉智      | Yang Yeon Ji   | 大韓民國      | 魔羯座 | 像只活今天一樣                                                       | 楊璉智                        | 前Bloomy成員   | 38       |                |
| 洪示宇      | 홍시우         | 1997年2月28日 | O      | 一切都將逝去，因此，讓我們記住過去所有經歷過的瞬間及當時感受到的一切 | 洪示宇                        |                | 39       |                |
| 洪示宇      | Hong Si Woo    | 大韓民國      | 雙魚座 | 一切都將逝去，因此，讓我們記住過去所有經歷過的瞬間及當時感受到的一切 | 洪示宇                        |                | 39       |                |
| 曹世林      | 조세림         | 2000年5月18日 | A      | 時刻深思，努力生活吧！                                               | 曹世林                        |                | 40       | EVERGLOW(ONDA) |
| 曹世林      | Jo Se Lim      | 大韓民國      | 金牛座 | 時刻深思，努力生活吧！                                               | 曹世林                        |                | 40       | EVERGLOW(ONDA) |

### 已退學
| 姓名   | 韓文       | 出生日期       | 血型   | 座右銘                     | 經歷     | 最後名次 | 節目後現況 |
| 姓名   | 英文       | 國籍           | 星座   | 座右銘                     | 經歷     | 最後名次 | 節目後現況 |
| 愼惠仁 | 솜혜인     | 1996年11月27日 | B      | 無論發生什麼，都積極得生活 | 韓日混血 | 29       | 平面模特兒 |
| 愼惠仁 | Som Hye In | 大韓民國       | 射手座 | 無論發生什麼，都積極得生活 | 韓日混血 | 29       | 平面模特兒 |

## 分集內容

### 第一集
- 歌唱實力評鑑：演唱少女時代《再次重逢的世界（다시 만난 세계）》，自行練習20分鐘後測驗，由音樂老師來判定學生之音域、
音色以及發展可能性，不懂韓文歌詞者，得以演唱絕對唱名（do，re，mi，fa....）或哼唱方式進行。
- 跳舞實力評鑑：

1. 第一首為布魯諾馬爾斯《Treasure》（重點為有節度與Groove）。
2. 第二首為碧昂斯《Deja vu》（重點為有力的動作與俐落度）。
3. 舞蹈老師教學20分鐘，學生們自行練習30分鐘後測驗，舞蹈老師認為合格者即離場休息，否則就繼續跳。

- 體能評鑑：

1. 兩兩一組，背對背坐空氣椅子，撐越久體能評等越高。
2. 雙腿夾紙半蹲，雙手抱頭（後為能加速淘汰，殘存者全體改為雙手向前平舉），撐越久體能評等越高。

- 三項基礎實力綜合評等第一名NATTY為入學典禮宣誓代表並被任命為班長，入學典禮主持人金日中（朝鲜语：김일중 (방송인)）。
- 住宿：學生們合住在一大型房間裡，舍監여경선。[註 25]

| 基礎實力評等 | 基礎實力評等                | 基礎實力評等 | 基礎實力評等 | 基礎實力評等 | 基礎實力評等 |
| 排名         | 姓名                        | 唱歌評等     | 跳舞評等     | 體能評等     | 綜合評等     |
| ------------ | --------------------------- | ------------ | ------------ | ------------ | ------------ |
| 1            | NATTY                       | 9.8          | 8            | 8.1          | 8.63         |
| 2            | Tasha                       | 8            | 9.5          | 8            | 8.5          |
| 3            | 李采映                      | 8.5          | 8.5          | 7.5          | 8.17         |
| 4            | 宋河英                      | 8.6          | 5.9          | 9.8          | 8.1          |
| 5            | 金恩書                      | 6.3          | 6.9          | 10           | 7.73         |
| 6            | 金明智                      | 5.5          | 7.9          | 8.2          | 7.2          |
| 7            | 張圭悧                      | 7.2          | 7.1          | 7            | 7.1          |
| 8            | 朴宣                        | 9.5          | 6.1          | 5.5          | 7.03         |
| 9            | 李悠汀                      | 5.8          | 6.2          | 9            | 7            |
| 10           | 金娜妍                      | 8.3          | 6            | 6.4          | 6.9          |
| 11           | 盧知宣                      | 6.5          | 7            | 6.5          | 6.67         |
| 12           | 裴恩英                      | 7            | 9.3          | 3.5          | 6.6          |
| 13           | 朴池原                      | 7.9          | 5            | 3.5          | 6.37         |
| 14           | 曹侑彬                      | 5.9          | 9            | 4            | 6.3          |
| 15           | 李賽綸                      | 5            | 5.1          | 8.7          | 6.27         |
| 16           | 秋元喜                      | 5.7          | 7.4          | 5            | 6.03         |
| 17           | 李多熙                      | 6.4          | 4.9          | 4.9          | 5.4          |
| 18           | 賓荷娜                      | 4            | 5.4          | 6.1          | 5.17         |
| 19           | 李瑞淵                      | 6.1          | 6.3          | 2            | 4.8          |
| 20           | 楊璉智                      | 4.9          | 7.5          | 1.6          | 4.67         |
| 21           | 徐慧仁                      | 6            | 5.5          | 2.4          | 4.63         |
| 22           | 申知恩                      | 5.6          | 5.6          | 1.5          | 4.23         |
| 23           | 朴昭名                      | 4.2          | 5.3          | 3            | 4.17         |
| 24           | 李憐惟                      | 3.5          | 5.7          | 2.9          | 4.03         |
| 25           | 李海印                      | 1            | 8.4          | 1.8          | 3.73         |
| 26           | 洪時雨                      | 4.4          | 3            | 3.2          | 3.53         |
| 27           | 趙世琳                      | 4.3          | 4            | 2.1          | 3.47         |
| 28           | White·Michelle(懷特·米雪兒) | 4.5          | 4.5          | 1.2          | 3.4          |
| 29           | 白知憲                      | 1.2          | 5.8          | 2.7          | 3.23         |
| 30           | 曹柔理                      | 1.3          | 2.2          | 5.9          | 3.13         |
| 31           | 金朱賢                      | 3.3          | 4.2          | 1.7          | 3.07         |
| 32           | 李娜炅                      | 2.1          | 3.2          | 3.3          | 2.87         |
| 33           | 李瑟                        | 3            | 3.9          | 1.2          | 2.7          |
| 34           | 尹智雨                      | 3.4          | 3.6          | 0.6          | 2.53         |
| 35           | 金恩潔                      | 1.4          | 3.5          | 2.3          | 2.4          |
| 36           | 曹煐珠                      | 2.2          | 3.1          | 0.8          | 2.03         |
| 37           | Snowbaby                    | 2.5          | 2.6          | 0.7          | 1.93         |
| 38           | 柳知娜                      | 2            | 3.3          | 0.4          | 1.9          |
| 39           | 李詩安                      | 1.5          | 2            | 1            | 1.5          |
| 40           | 鄭昭彌                      | 1.1          | 1            | 0.9          | 1            |
| 41           | 愼惠仁                      | 0            | 0            | 0            | 0            |

### 第二集
- 學生們的第一個課題：挑戰「校歌宣傳影片」[註 30]的「Killing Part」！
  - 給予兩小時，學生們自行準備或彼此互相幫忙，向製作組證明自己有特色，入選者可獲得「Killing Part」。
  - 7月27日，學生們挑戰「Killing Part」的影片公另行佈於官方Twitter、Mnet Offical YouTube頻道。[註 31]
- 學生們的第二個課題：爭取「校歌宣傳影片」的「Dance Break」，學生們臨場發揮，隨音樂進行舞蹈對決，兩個名額。
  - NATTY和宋河英被舞蹈老師們評比為最佳，因此獲得Dance Break演出的機會。
- 錄製校歌宣傳影片時，由於隊形變化的段落（倒三角形→W形→X形→111形→V形→雙V形）一直有學生失誤而無法順利拍攝，
因此舞蹈老師們決定，若拍攝三次內不成功的話，將只由上位圈30人錄製刀群舞部分，所幸最後全員於第三次拍攝時成功。
- 本集製作單位特別邀請心理衛生管理學講師Solbi，進行繪畫課及分享，幫助學生們心靈成長。

### 第三集
- KTV同樂會、女團妝容課、觀看PRODUCE 101 第二季影片：學習如何給觀眾眼神與互動、體重與體適能檢測，並由體育老師給予運動建議。

- 第一次出道能力考察（上集）：
  - 考試為團體戰非個人戰，考試目的為測驗
①LIVE演唱的能力：偶像在跳舞的同時，要能保持穩定的唱功。
②群舞隊形的完成能力。
  - 由教師群討論後直接選出具有領導能力的五位學生擔任隊長，其他學生自由加入各組。

| 隊長          | 獲選原因                                   |
| 裴恩英        | 在後面默默守護群舞隊形的隱藏隊長。         |
| 李賽綸        | 期待內心的才氣，發散潛力。                 |
| Tasha(劉怡伶) | 自由學習時間，帶領40人進行團體練習的內功。 |
| 李悠汀        | 散播快樂病毒，鼓勵隊員的隊長。             |
| 曹煐珠        | 散播快樂病毒，鼓勵隊員的隊長。             |

- - 透過隊長的體能競賽（吊單槓）決定選歌順序。（順序：1.裴恩英、2.李賽綸、3.Tasha、4.李悠汀、5.曹煐珠）
  - 10分鐘內，每組有三位可挑戰 Killing Part，之後決定出 Killing Part 擔當。
  - 現場300名觀眾於每組表演完畢即時投票評分
①每人可於每組表演後投票給一位LIVE演唱表現最好的學生。
②全部組別表演後，投給群舞隊形完成得最好的一組。
③個人成績與團隊成績合計，分數最高的組可獲得「排名上升券」。

粗體藍字表隊長，粗體粉紅字表 Killing Part 擔當，粗體橘字表隊長兼 Killing Part 擔當。（括號中的數字為基礎實力綜合評等排名）
| 出演順序 隊名                            | 表演歌曲 原唱            | 成員                                                                                   | 擔當                                           | 個人單獨 演唱時間 | 個人分                 | 小計 | 團隊分 | 總分 | 排名 |
| 第一組 清純 （页面存档备份，存于）       | 《Me Gustas Tu》 GFRIEND | 李多熙(17) 徐慧仁(21) NATTY(1) 朴昭名(23) 李瑟(33) 裴恩英(12) 張圭悧(7) 柳知娜(38)     | 主唱 副唱1 副唱2 副唱3 副唱4 副唱5 副唱6 副唱7 | 25.2秒（30.9%） 9秒（11%） 13.5秒（16.5%） 6.8秒（8.3%） 13.5秒（16.5%） 4.7秒（5.7%） 4.8秒（5.8%） 4.3秒（5.2%）    | 15 60 57 32 9 29 32 35 | 270  | 63     | 333  | 3    |
| 第二組 生牛肉拌飯 （页面存档备份，存于） | 《Whistle》 BLACKPINK    | 朴池原(13) 李瑞淵(19) 李海印(25) 李賽綸(15) 曹柔理(30) 洪時雨(26) 李憐惟(24) 金明智(6) | 主唱 副唱1 副唱2 副唱3 副唱4 副唱5 RAP1 RAP2   | 26.9秒（26.4%） 18.2秒（17.8%） 11.2秒（11%） 9.7秒（9.5%） 7.6秒（7.4%） 1.7秒（1.6%） 13秒（12.7%） 13.5秒（13.2%） | 57 36 68 37 40 0 13 35 | 286  | 81     | 367  | 1    |

- 節目宣布下集計分方式修改：
  - 總分＝第三週先行評價線上投票*1＋第三週節目即時簡訊投票*10＋第四週節目即時簡訊投票*10。
  - 為避免影響表演已公開組和未公開組的公平性，不舉行第四週的先行評價線上投票。

### 第四集
- 第一次出道能力考察（下集）：[註 32]

| 出演順序 隊名                        | 表演歌曲 原唱         | 成員                                                                                      | 擔當                                           | 個人單獨 演唱時間 | 個人分                  | 小計 | 團隊分 | 總分 | 排名 |
| 第三組 寶可愛 （页面存档备份，存于） | 《Rookie》 Red Velvet | 金娜延(10) 朴宣(8) 李悠汀(9) 秋元喜(16) Michelle (28) 鄭昭彌(40) 金恩潔(35) 白知憲(29)    | 主唱 副唱1 副唱2 副唱3 副唱4 副唱5 副唱6 副唱7 | 27.6秒（36.9%） 19.3秒（20.9%） 8.8秒（9.5%） 14.1秒（15.2%） 8.7秒（9.4%） 8.4秒（9.1%） 2.7秒（2.9%）                   | 52 14 34 68 11 14 6 58  | 257  | 19     | 276  | 5    |
| 第四組 初戀 （页面存档备份，存于）   | 《Ah Choo》 Lovelyz   | 尹智雨(34) 曹煐珠(36) 楊璉智(20) 李詩安(39) 曹侑彬(14) 盧知宣(11) Snowbaby(37) 曹世林(27) | 主唱 副唱1 副唱2 副唱3 副唱4 副唱5 副唱6 副唱7 | 28.7秒（34.1%） 11.8秒（15.1%） 8.7秒（11.1%） 7.1秒（9%） 5.7秒（7.2%） 10.5秒（13.4%） 4.5秒（5.7%） 3.1秒（3.9%）      | 37 8 20 49 27 99 13 8   | 261  | 74     | 335  | 2    |
| 第五組 啊哈 （页面存档备份，存于）   | 《Cheer up》 TWICE    | 申時雅(22) 李娜炅(32) 李采映(3) 宋河英(4) 金恩序(5) Tasha(2) 賓荷娜(18) 金朱賢(31)        | 主唱 副唱1 副唱2 副唱3 副唱4 副唱5 副唱6 副唱7 | 32.4秒（28.9%） 17.2秒（15.3%） 20.4秒（18.1%） 15.5秒（13.8%） 13.3秒（11.8%） 5.2秒（4.6%） 5.4秒（4.8%） 2.7秒（2.4%） | 53 32 33 45 36 14 41 11 | 265  | 58     | 323  | 4    |

- 「第二組 - 生牛肉拌飯」最終獲得排名上升券。
- 首次開放學生與家人通電話。

### 特別ONLINE生放送LIVE
- 8月10日在官方Facebook於原播出時段21:30(KST)起進行直播。[註 33][18][19]
原Mnet頻道改播偶像學校往期精華。
  - 各頻道名單與主題：[20]

| 頻道       | 參與LIVE放送的學生            | 主題             |
| Channel 1  | 朴昭名＆柳知娜                | 比手畫腳         |
| Channel 2  | 白知憲＆曹柔理                | ASMR             |
| Channel 3  | 宋河英＆李賽綸                | 音樂（吉他彈唱） |
| Channel 4  | 李采映＆李娜炅                | Game轉播         |
| Channel 5  | 李多熙＆盧知宣                | 烹飪             |
| Channel 6  | 金明智＆李憐惟                | 電話指令         |
| Channel 7  | 李悠汀＆曹煐珠                | 幸福笑聲房       |
| Channel 8  | 朴池原＆李瑞淵                | 躺放             |
| Channel 9  | 李海印＆申時雅＆金娜延        | 即興KTV          |
| Channel 10 | 金朱賢＆張圭悧＆裴恩英        | 吃放（辣椒）     |
| Channel 11 | 金恩潔＆朴宣                  | 小學生大統領     |
| Channel 12 | 金恩序＆李詩安                | 吃放（速食）     |
| Channel 13 | 曹侑彬＆徐慧仁＆秋元喜＆NATTY | 福不福           |
| Channel 14 | Tasha＆賓荷娜                 | RAP教室          |

- 製作組徵求參與第二次出道能力考察的評分員（即觀眾）。
- 評分地點：CJ E&M中心。
- 評分時間：8/13（日）晚上七點（KST）（入場時間為下午3～6點）。
  - 擔任評分員的條件：

1. 需有參與指定官方網站的投票。
2. 獲取投票核查頁，並輸入該投票頁以下的表格。
3. 同意隱私條款。
4. 等待製作組於8/10抽籤，製作單位將會通知錄取者。

### 第五集
- 區分領域劃分班別：分為歌唱、舞蹈、表演三大領域，老師們在參考學生的自我評價後分班分級。
  - 分班分級的目的是按學生程度擬訂不同教學計劃，因材施教。
- 本集教學內容包含：抓住攝影鏡頭、丹田訓練、跑步機上唱歌、麥克風使用教學（對準「甜蜜點」、角度、遞麥等）、體能訓練、表情練習等。
- 各老師認定學習最認真的MVP班級可獲得「一次宵夜願望券」。

| 分級班別       | 成員                                 |
| 舞蹈高級班     | NATTY、金恩序、李采映、宋河英        |
| 舞蹈初級班MVP  | 柳知娜、李娜炅、朴昭名、白知憲       |
| 歌唱高級班     | 金娜延、申時雅、李多熙               |
| 表演高級A班MVP | 李海印、Tasha、賓荷娜、裴恩英        |
| 表演高級B班MVP | 李瑞淵、朴池原、徐慧仁               |
| 表演中級A班    | 盧知宣、金明智、李賽綸、張圭悧       |
| 表演中級B班    | 曹柔理、秋元喜、朴宣、曹侑彬、金恩潔 |
| 表演初級班     | 李詩安、金朱賢、曹煐珠、李悠汀       |

- 志願服務：到訪遺棄犬保護所，幫狗洗澡、清洗狗舍、遛狗等等。
  - 志願服務的目的：當治癒別人的傷痛時，自己的傷痛也同時將被治癒。
  - 由趙瑛朱同學代表全體同學領取熱心服務獎。

- 本集線上投票暫停，將於第六集第二次出道能力考察播完後再開線上投票[註 34]。
- 第二次出道能力考察（上）：
  - 原則上以同班別為一隊，同等級的兩隊對戰，獲勝隊伍的每個成員均可獲得「三階排名上升券」。
  - 另外，由老師直接評價，入學分數與老師們評價的平均分數相比，上升幅度最大的一位同學亦可獲得「三階排名上升券」。

粗體藍字表隊長，粗體粉紅字表 Killing Part 擔當，粗體橘字表隊長兼 Killing Part 擔當。(括號中的數字為基礎實力綜合評等排名)
| 出演順序 | 表演歌曲 原唱                  | 隊名                             | 成員                                                 | 個人單獨 演唱時間                                                     | 個人分                 | 平均分 | 獲勝隊伍  |
| 1        | 《Mr.Mr.》 少女時代            | Mr.Mr. （页面存档备份，存于）    | 李海印(25) Tasha(2) 裴恩英(12) 賓荷娜(18) 李憐惟(24) | 30.8秒(24.6%) 24.1秒(19.3%) 22.7秒(18.2%) 30.0秒(24.0%) 17.1秒(13.7%) | 87.8 81.1 87 85.6 61.8 | 81     | 池!瑞!慧! |
| 1        | 《Adrenaline》 少女時代-太蒂徐 | 池!瑞!慧! （页面存档备份，存于） | 徐慧仁(21) 朴池原(13) 李瑞淵(19)                     | 39.5秒(31.8%) 43.7秒(35.2%) 40.9秒(32.9%)                             | 81.3 84.7 85.7         | 84     | 池!瑞!慧! |

- 本集最終得票排名時，主持人提到第二次出道能力考察後，將會有同學退出而轉至普通班，並點出最後三名同學（金朱賢、李憐惟、李多喜）有被淘汰的危險，請育成會員多多協助評價。

### 第六集
- 第二次出道能力考察（下）：

| 出演順序 | 表演歌曲 原唱                | 隊名                                | 成員                                                | 個人分                 | 平均分 | 獲勝隊伍     |
| 2        | 《Just in love》 S.E.S       | Just in love （页面存档备份，存于） | 申時雅(22) 金娜延(10) 李多熙(17)                    | 81.3 85.6 80.6         | 83     | Just in love |
| 2        | 《BO$$》 Fifth Harmony       | BO$$ （页面存档备份，存于）         | 李采映(3) NATTY(1) 宋河英(4) 金恩序(5)              | 81.2 79.1 82.1 83.5    | 81     | Just in love |
| 3        | 《Catallena》 Orange Caramel | Catallena （页面存档备份，存于）    | 金朱賢(31) 李悠汀(9) 曹煐珠(36) 李詩安(39)          | 未公布                 | 68     | 永遠的愛     |
| 3        | 《永遠的愛》 Fin.K.L         | 永遠的愛 （页面存档备份，存于）     | 柳知娜(38) 朴昭名(23) 白知憲(29) 李娜炅(32)         | 77.8 79.5 77.3 85.7    | 80     | 永遠的愛     |
| 4        | 《Hush》 miss A              | Hush （页面存档备份，存于）         | 金明智(6) 張圭悧(7) 盧知宣(11) 李賽綸(15)           | 83.1 83.9 88.2 91.4    | 87     | Hush         |
| 4        | 《Pretty U》 SEVENTEEN       | Pretty U （页面存档备份，存于）     | 秋元喜(16) 朴宣(8) 曹侑彬(14) 曹柔理(30) 金恩潔(35) | 74.3 71 78.5 81.2 69.4 | 75     | Hush         |

- 進步幅度第一名的學生：朴昭名（入學分數52.3、此次老師評分85.5、分數進步33.2），額外獲得“三階排名上升券”一張。
- 公開部分育成會員與學生的育成熱線對談內容。
- 金希澈班主任與學生們面談，聽取她們在學習成為偶像之路上遇到的煩惱，借助班主任13年的偶像經驗為其提供建議。

### 第七集
- 將2017年8月25日（五）學生們於Kakao TV的Live放送內容（如下方表格）剪輯成一集於本集播出。（收視率第一名的組別可獲「得排名上升券」一張）

| 頻道       | 參與LIVE放送的學生     | 主題                     | 收視率 | 收視率排名 |
| Channel 1  | 宋河英＆李賽綸         | 河x綸的瑜珈學院          | 19.8%  | 1          |
| Channel 2  | 賓荷娜＆Tasha＆李海印  | DJ 娜sha印               | 10.3%  | 3          |
| Channel 3  | 李悠汀＆曹煐珠＆李詩安 | 孤獨的暴食家             | 5.3%   | 9          |
| Channel 4  | 徐慧仁＆盧知宣＆李多熙 | 盧長今的御膳房           | 10.0%  | 4          |
| Channel 5  | 張圭悧＆金明智         | 超簡單！即食賣場料理     | 5.1%   | 11         |
| Channel 6  | 李瑞淵＆李采映         | 無敵的家庭健身           | 13.2%  | 2          |
| Channel 7  | 秋元喜＆金朱賢＆曹柔理 | 大腦對決                 | 5.2%   | 10         |
| Channel 8  | 金娜延＆申時雅＆裴恩英 | 寵物情人♥                | 5.9%   | 8          |
| Channel 9  | 李娜炅＆朴池原         | Ah Ha PC房！             | 8.9%   | 6          |
| Channel 10 | NATTY＆金恩序＆白知憲  | 挑戰！獨特的金氏世界紀錄 | 9.1%   | 5          |
| Channel 11 | 柳知娜＆朴昭名         | 滴答姊妹                 | 7.1%   | 7          |

- 製作組徵求參與第三次出道能力考察的評分員（即觀眾）。
  - 評分地點：CJ E&M中心。
  - 評分時間：9/3（日）晚上七點（KST）（入場時間為下午3～6點）。
  - 擔任評分員的條件：

  1. 至官方指定網頁 （页面存档备份，存于）填寫資料，並同意隱私相關條款。
  2. 必須同意下列條件：
    1. 參與者年齡須為15歲以上。
    2. 入場後嚴禁攝影；手機等個人設備將會由製作組安排專人代為保管。
    3. 入場後將嚴禁離開演出場地，使用洗手間也將可能受限制（請先於進場前使用洗手間）。
    4. 全部演出時間約4小時。

  3. 等待製作組於8/31抽籤，製作單位將會通知錄取者（錄取者可帶一位同伴一同前往參與）。
  4. 製作組另有備註提醒申請者：執行時間可能因情況而有所延遲。

### 第八集
- 偶像週：為了成為偶像而進行的實際體驗學習，由學生親自向前職／現職偶像學習。
  - 偶像分別為：
    1. 南珠(APINK)。
    2. 許齡智(KARA)。
    3. Momo(TWICE)、Mina(TWICE)。
    4. 女團GFRIEND全員。
    5. 女團PRISTIN全員（除Yehana、成嬿、Kyla之外)。
- 以第三次出道能力考察為結尾：
  - 有六首女團歌曲可供選擇，選擇方式為學生自由選擇該歌曲的練習間，每個練習間皆有人數限制。
  - 老師評比分數成長愈多的學生，可優先選擇練習室。

| 表演歌曲 原唱           | 人數 上限 原來 人數 | 原來學生                                                                                               | 重選學生                                    | 加入學生                                    | 確定學生                                                             |
| 《Rough》 GFRIEND       | 5人 3人             | 李悠汀(9)、金娜延(10)、秋元喜(16)                                                                      | 秋元喜(16)                                  | 金恩序(5)、張圭悧(7)、曹柔理(30)            | 金恩序(5)、張圭悧(7)、李悠汀(9) 金娜延(10)、曹柔理(30)               |
| 《WEE WOO》 PRISTIN     | 6人 9人             | Tasha(2)、朴池原(13)、李賽綸(15) 李瑞淵(19)、朴昭名(23)、白知憲(29) 曹柔理(30)、李娜炅(32)、趙瑛朱(36) | Tasha(2)、朴池原(13) 白知憲(29)、曹柔理(30) | 金明智(6)                                   | 金明智(6)、李賽綸(15)、李瑞淵(19) 朴昭名(23)、李娜炅(32)、曹煐珠(36) |
| 《Step》 KARA           | 4人 5人             | NATTY(1)、金恩序(5)、賓荷娜(18) 申詩雅(22)、李詩安(39)                                                 | NATTY(1)、李采映(3) 、金恩序(5)             | Tasha(2)                                    | Tasha(2)、賓荷娜(18) 申詩雅(22)、李詩安(39)                          |
| 《I'm Your Girl》 S.E.S | 3人 1人             | 徐慧仁(21)                                                                                             | 無                                          | 李海印(25)、白知憲(29)                      | 徐慧仁(21)、李海印(25)、白知憲(29)                                   |
| 《Like OHH AHH》 TWICE  | 5人 4人             | 李采映(3)、宋河英(4) 金明智(6)、李海印(25)                                                             | 李采映(3)、金明智(6)、李海印(25)            | NATTY(1)、 李采映(3) 朴池原(13)、金珠賢(31) | NATTY(1)、李采映(3)、宋河英(4) 朴池原(13)、金朱賢(31)                |
| 《No No No》 APINK      | 5人 6人             | 張圭悧(7)、盧知宣(11)、裴恩英(12) 李多熙(17)、金朱賢(31)、柳知娜(38)                                   | 張圭悧(7)、金朱賢(31)                       | 秋元喜(16)                                  | 盧知宣(11)、裴恩英(12)、秋元喜(16) 李多煕(17)、柳知娜(38)            |

- 第三次出道能力考察後會淘汰10人；最後18強會進行期末考(出道考試)。
  - 第三次出道能力考察各組最高分成員，將可獲得「三階排名上升券」乙張；同時學生間互選，票數最高的一組每位成員亦有上升券乙張。
  - 粗體藍字表隊長，粗體粉紅字表 Killing Part 擔當。(括號中的數字為基礎實力綜合評等排名)

- 第三次出道能力考察（上）

| 出演順序                      | 表演歌曲 原唱          | 協助的 偶像                                      | 成員                                                             | 個人分                        | 平均分 | 獲得排名 上升券學生 |
| 第一組 （页面存档备份，存于） | 《WEE WOO》 PRISTIN    | 娜榮、Roa、Yuha、銀雨 Rena、潔瓊、施妍 (PRISTIN) | 金明智(6) 李賽倫(15) 李瑞淵(19) 朴昭名(23) 李娜炅(32) 趙瑛朱(36) | 71.6 77.3 78.9 73.0 77.5 71.9 | 75     | 李瑞淵(19)          |
| 第二組 （页面存档备份，存于） | 《Like OHH AHH》 TWICE | Momo、Mina (TWICE)                               | NATTY(1) 李采映(3) 宋河英(4) 朴池原(13) 金朱賢(31)               | 79.7 80.6 76.8 78.9 63.4      | 75.88  | 李采映(3)           |
| 第三組 （页面存档备份，存于） | 《Step》 KARA          | 許齡智 (KARA)                                    | Tasha(2) 賓荷娜(18) 申詩雅(22) 李詩安(39)                        | 83.2 81.7 73.1 85.6           | 80.9   | 李詩安(39)          |

### 第九集
- 第三次出道能力考察（下）

| 出演順序                      | 表演歌曲 原唱           | 協助的 偶像        | 成員                                                   | 個人單獨 演唱時間                                                            | 個人分                   | 平均分 | 獲得排名 上升券學生 |
| 第四組 （页面存档备份，存于） | 《No No No》 APINK      | 南珠 (APINK)       | 盧知宣(11) 裴恩英(12) 秋元喜(16) 李多喜(17) 柳知娜(38) | 13.3秒（8.4%） 32.7秒（20.7%） 46.1秒（29.2%） 48.5秒（30.7%） 17.3秒（11%） | 81.8 79.5 66.8 76.1 75.7 | 75.98  | 盧知宣(11)          |
| 第五組 （页面存档备份，存于） | 《Rough》 GFRIEND       | GFRIEND 全員       | 金恩序(5) 張圭悧(7) 李悠汀(9) 金娜妍(10) 曹柔理(30)    |                                                                              | 75.5 77.2 76.3 74.9 71.8 | 75.14  | 張圭悧(7)           |
| 第六組 （页面存档备份，存于） | 《I'm Your Girl》 S.E.S | Bada、Shoo (S.E.S) | 徐慧仁(21) 李海印(25) 白知憲(29)                       | 82.3秒（36.6%） 88.4秒（39.3%） 54秒（24%）                                  | 69.8 77.9 72.7           | 73.4   | 李海印(25)          |

- 獲得MVP劵：《STEP》組。[註 44]
- 學生起床搶任務旗子（個人任務）

1. 學生起床後可至校園內搶任務旗。
2. 每隻任務旗上有學生之後需完成的任務。
3. 學生每人可搶不只一隻，但最後只能選一隻前往各教室。
4. 在教室中接受現職偶像進行任務相關訓練。

- 任務訓練

| 任務名稱        | 現職偶像 （授課講師） | 學生                                                                                |
| SNS溝通學       | 朴俊炯 (g.o.d)        | 李海印、朴昭名、白知憲、賓荷娜、徐慧仁 申時雅、李詩安、秋元喜、李瑞淵               |
| 粉絲心狙擊      | 金希澈 金信英、金興國 | 信英隊：Tasha、李采映、李悠汀、李賽倫 希澈隊：NATTY、宋河英、金朱賢、李娜炅、金娜妍 |
| 身體均衡 探索班 | 天舞Stephanie         | 朴池原、曹柔理、裴恩英、張圭悧、趙瑛朱 金明智、柳知娜、盧知宣、金恩序、李多喜       |

### 第十集
- 心理調節（Mind Control）時間：寫下三個月以來的自我想法。
- 學生與家長見面：影像錄製播放、懇親會。(金希澈主任準備的禮物)
- 畢業旅行：鬥雞、大風吹、躲貓貓、分組進行晚會表演。
  - 鬥雞組別

| 老師          | 學生                                        |
| 張鎮永        | 金恩序、李娜炅、白知憲、李海印、張圭悧      |
| Bada          | 李賽倫、NATTY、李瑞淵(金希澈主任，支援此組) |
| 朴俊熙        | 朴昭名、曹柔理、盧知宣、柳知娜、裴恩英      |
| 天舞Stephanie | 李采映、宋河英、李詩安、賓荷娜、朴池原      |

- 學期結業曲：由黑眼必勝製作人製作，歌曲名為《High Five》，主軸以偶像學校學生追逐夢想的故事為主。
  - 歌詞：

| 又看到我勞累的樣子 雖然有點害怕 為了我準備的舞台 我再走一步 |

| Let's Get High Five 大家一起加油 High five 開始新的一天 直到碰到你的那天為止 不能停止Every Day |

| Move on Move on 看著我 Go On Go On 加油 新的開始在呼喚我們 用開朗微笑升起的Sunshine |

- 最終成員選拔出道戰的歌曲選擇：皮諾丘、MAGICAL 、幻想中的你
  - 練習3小時後，自行選擇想要的歌曲，並進行匹配測試（面試）。(面試內容包含：Vocal、編舞等測試，主要由該首曲子的面試老師決定題目。)
  - 面試結束後，透過教室外螢幕顯示結果。PASS才可成為該歌曲成員，SORRY則要再選擇別歌曲進行面試。
  - 最終成員選拔出道戰的歌曲組別(括號中的數字為基礎實力綜合評等排名)

| 歌曲                       | 面試老師                                                                                          | 面試成功 學生                                                       | 面試失敗 學生                  |
| 皮諾丘 (피노키오)          | 崔英俊(舞蹈指導)、slyberry(作詞作曲)、 申空(作詞作曲)、darlyt(作詞作曲)、 全成弼(演唱指導)        | 李采映(3)、朴池原(13) 朴昭名(23)、白知憲(29) 李娜炅(32)、柳知娜(38) | 宋河英(4) 張圭悧(7) 李賽倫(15) |
| MAGICAL                    | 裴允靜(舞蹈指導)、卓愛蓮(作詞作曲)、 元澤(作詞作曲)、Purpleplanett(作詞作曲)、 朴秀敏(演唱指導)   | NATTY(1)、金恩序(5) 裴恩英(12)、賓荷娜(18) 李海印(25)、李詩安(39)   | 不適用                         |
| 幻想中的你 (환상속의 그대) | 朴俊熙(舞蹈指導)、Wondercardt(作詞作曲)、 shaunt(作詞作曲)、Bredbeat(作詞作曲)、 全雍民(演唱指導) | 宋河英(4)、張圭悧(7) 盧知宣(11)、李賽倫(15) 李瑞淵(19)、曹柔理(30)  | 朴池原(13) 李海印(25)          |

- 製作組徵求參與最終成員選拔出道戰的評分員（即觀眾）。
  - 評分地點：CJ E&M中心。
  - 評分時間：9/29（五）晚上七點（KST）（入場時間屆時通知錄取者時一起公佈）。
  - 擔任評分員的條件：

  1. 至官方指定網頁 （页面存档备份，存于）填寫資料，並同意隱私相關條款。（前150名登記者，將贈送偶像學校官方應援棒，但不含登記者所攜帶的同伴，僅限育成會員本人可取得）
  2. 需輸入自己的育成會員帳號，以及在自己SNS上分享偶像學校最終預告片的截圖。
  3. 等待製作組於9/28抽籤，抽籤完成後將會通知錄取者（錄取者可帶一位同伴一同前往參與）。
  4. 必須同意下列條件：
    1. 全部演出時間可能超過午夜12點，請注意自身安全。
    2. 參與者年齡須為15歲以上。
    3. 請不要做違法的事情，違者將有可能受到法律訴訟。
    4. 入場後將嚴禁離開演出場地，使用洗手間也將可能受限制（請先於進場前使用洗手間）。
    5. CJ E&M中心周遭難以停車，請多使用公共交通工具。
    6. 轉讓和出售門票將被禁止。

### 第十一集[註 45]
- 心理強化課程：俞尚旭院長負責學生壓力或心理困擾，並給予改善建議；催眠專家孔永日先生負責利用催眠，了解同學隱藏的內心，並減少同學壓力。
- 育成會員請求同學拍攝充滿綜藝感的友情照片。

| 學生   | 扮演角色   |
| 李采映 | 白雪公主   |
| 朴池原 | 碗豆       |
| 盧知宣 | 企鵝       |
| 李瑞淵 | 灰姑娘     |
| 宋河英 | 香蕉       |
| 李賽倫 | 漢堡       |
| 賓荷娜 | 大猩猩     |
| 裴恩英 | 貝兒公主   |
| 李娜炅 | 小丑女     |
| NATTY  | NATTY Bell |
| 柳知娜 | 蝙蝠女     |
| 朴昭名 | 女吸血鬼   |
| 張圭悧 | Matilda    |
| 白知憲 | 奇妙仙子   |
| 曹柔理 | 小紅帽     |
| 李海印 | Elsa公主   |
| 金恩序 | 黑魔女     |
| 李詩安 | 女特務     |

- 直播應對：BADA老師、Stephanie老師。
- 育成會員與學生電話熱線對談。
- 直播舞台前最後一晚（D-1）的學生宿舍情況。
- 參觀坡州《皮諾丘博物館》（英語：Pinocchio Familia，京畿道坡州市Hoedong街152號）。
- 結業曲舞台公開。
- 最終成員選拔出道戰中，獲得第一名的學生將可：

1. 擔任出道曲中心位置（Center）
2. 表演時將負責Killing Part。
3. 出道專輯將會發售其單獨照片的特別版本。

- 最終成員選拔出道戰的歌曲組別

| 出演順序 | 歌曲                | 學生                                                             | 擔當                                | 個人單獨 演唱時間                                                                                     |
| 1        | 皮諾丘      | 李采映(3) 朴池原(13) 朴昭名(23) 白知憲(29) 李娜炅(32) 柳知娜(38) | RAP 主唱A 主唱B 副唱C 副唱A 副唱B   | 24.7 秒（18.1%） 21.6 秒（15.8%） 21.1 秒（15.5%） 14.2 秒（10.4%） 25.1 秒（18.4%） 29.7 秒（21.8%） |
| 2        | 幻想中的你  | 宋河英(4) 張圭悧(7) 盧知宣(11) 李賽倫(15) 李瑞淵(19) 曹柔理(30)  | 副唱B 主唱A 副唱C 副唱D 副唱A 主唱B | 23.6 秒（14.7%） 30.2 秒（18.8%） 24.6 秒（15.3%） 24.8 秒（15.5%） 31.8 秒（19.8%） 25.3 秒（15.8%） |
| 3        | MAGICAL             | NATTY(1) 金恩序(5) 裴恩英(12) 賓荷娜(18) 李海印(25) 李詩安(39)   | RAP 副唱B 副唱A 主唱B 主唱A 副唱C   | 18.4 秒（11.4%） 18.2 秒（11.3%） 30.0 秒（19.0%） 32.7 秒（20.3%） 37.1 秒（23.0%） 24.1 秒（15.0%） |

- 學期結業式，由老師一一頒發全體同學修業證書，老師和同學互相給予影像留言。
- 面對最後舞台，回到開學的第一天，暫時投入回憶中。
- 最終18位學生演唱學期結業曲《High Five （页面存档备份，存于）》。

## 課外活動[註 48]
- 由育成會員至投票網站投票決定（學生可以懇請育成會員幫忙投票給學生想要的課外活動）。
- 表格中斜體字表示育成會員投票結果與其拉票想要的項目不一致。

| 課外活動                 | 成員（投票名次前五名）                   |
| 電動/娛樂組 （限制13人） | NATTY、申時雅、柳知娜、曹侑彬、鄭昭彌    |
| 吃飯組 （限制15人）      | 徐慧仁、李海印、宋河英、李采映、白知憲   |
| 足部按摩組 （限制6人）   | 李賽倫、金恩序、Tasha、朴昭名、盧知宣    |
| 塔羅牌組 （限制6人）     | 賓荷娜、朴池原、Snowbaby、金恩潔、金明智 |

| 課外活動                             | 成員（投票名次前五名）                 |
| 電動/娛樂組 （限制3人）              | 曹柔理、秋元喜、金朱賢                 |
| 吃放組 （限制8人）                   | NATTY、李海印、盧知宣、朴池原、李娜炅  |
| 院線熱門強檔電影+ 爆米花 （限制8人） | 宋河英、徐慧仁、張圭悧、Tasha、賓荷娜  |
| 休閒組 （限制4人）                   | 李采映、白知憲、金恩序、李瑞淵、朴昭名 |

| - 製作組開放與偶像學校學生電話對談： 1. 於2017年8月14日至8月15日中午12點，至指定網頁 （页面存档备份，存于）填寫個人基本資料、電話、你想傳達給偶像學校學生的意見、問題或故事，進行申請。 2. 製作者將選擇適當的申請內容，並告知申請人。 3. 申請人將有機會與偶像學生電話對談（並有可能於節目中公開合宜的對談內容）。 | - 製作組擴大開放偶像學校學生培育的社區：（培育社區包含以下幾種方式） 1. 線上社群（SNS）線上討論（例如：Facebook直播等等）。 2. 培育熱線（例如上面的與學生電話對談）。 3. 報名成為育成會員，並參與育成會員的活動。 | - 製作組開放《偶像學校作業留言板》 - 參與者可以透過任務看板，讓所有學生或指定特定學生完成您指定的作業（製作組將會事先過濾內容）。 - 學生將會完成作業，希望能透過指定作業讓學生們成長更快更好。 - 標題請寫全體學生或您想指定學生的姓名；內容則請寫下您指定的作業。 |

### 學生日常分享
| 年份 | 發佈日期 | 活動名稱 | 連結     |
| 2017 | 9月1日   |          |          |
| 2017 | 9月1日   | 上學路上 | 上學路上 |
| 2017 | 9月1日   | 午餐時間 | 午餐時間 |
| 2017 | 9月1日   | 上課時間 | 上課時間 |
| 2017 | 9月1日   | 放鬆時間 | 放鬆時間 |

## 分集排名
| 得票排名 | 得票排名 | 得票排名   | 得票排名 | 得票排名     | 得票排名  | 得票排名   | 得票排名  | 得票排名                           | 得票排名    | 得票排名 | 得票排名 |
| -------- | -------- | ---------- | -------- | ------------ | --------- | ---------- | --------- | ---------------------------------- | ----------- | -------- | -------- |
| 排名     | 第一集   | 第二集     | 第 三 集 | 第四集       | 第五集    | 第六集     | 第七集    | 第八集                             | 第九集      | 第 十 集 | 第十一集 |
| 1        | 李海印   | 宋河英↑6   | N/A      | 白知憲↑5     | 宋河英↑3  | ♠盧知宣↑1  | ♥宋河英↑8 | 宋河英=                            | ♣盧知宣↑1   | N/A      | 盧知宣=  |
| 2        | NATTY    | 李海印↓1   | N/A      | ♦李海印=     | 盧知宣↑11 | ♠白知憲↑1  | ♥李赛伦↑3 | 盧知宣↑1                           | 宋河英↓1    | N/A      | 宋河英=  |
| 3        | 李采映   | 李采映=    | N/A      | 李瑞淵↑8     | 白知憲↓2  | ♠李娜炅↑1  | 盧知宣↓2  | 李賽倫↓1                           | 李瑞淵↑3    | N/A      | 李賽倫↑1 |
| 4        | 徐慧仁   | 朴池原↑1   | N/A      | 宋河英↓3     | 李娜炅↑4  | ♠李瑞淵↑2  | 朴池原↑4  | 李娜炅↑1                           | 李賽倫↓1    | N/A      | 李采映↑1 |
| 5        | 朴池原   | NATTY↓3    | N/A      | 李采映↓2     | 李海印↓3  | ♠李賽倫↑4  | 李娜炅↓2  | 白知憲↑5                           | ♣李采映↑3   | N/A      | 李娜炅↑2 |
| 6        | 金恩潔   | 白知憲↑3   | N/A      | ♦朴池原↓2    | 李瑞淵↓3  | ♠柳知娜↑4  | 李瑞淵↓2  | 李瑞淵=                            | ♣李海印↑3   | N/A      | 朴池原↑4 |
| 7        | 宋河英   | 曹柔理↑1   | N/A      | 柳知娜↑5     | 朴池原↓1  | ♠♠朴昭名↑4 | 柳知娜↓1  | 朴池原↓3                           | 李娜炅↓3    | N/A      | 李瑞淵↓4 |
| 8        | 曹柔理   | 李賽倫↑5   | N/A      | 李娜炅↑1     | 李采映↓3  | ♠朴池原↓1  | 李彩煐↑4  | 李采映=                            | 白知憲↓3    | N/A      | 白知憲=  |
| 9        | 白知憲   | 李娜炅↑5   | N/A      | ♦李賽倫↓1    | 李賽倫=   | 宋河英↓8   | 李海印↑1  | 李海印=                            | ♣張圭悧↑4   | N/A      | 張圭悧=  |
| 10       | 秋元喜   | 徐慧仁↓6   | N/A      | NATTY↓5      | 柳知娜↓3  | 李海印↓5   | 白知憲↓8  | N/A                                | 朴池原↓3    | N/A      | 柳知娜↑1 |
| 11       | 李瑞淵   | 李瑞淵=    | N/A      | ♦曹柔理↓4    | 朴昭名↑5  | ♠張圭悧↑2  | 朴昭名↓4  | N/A                                | 柳知娜↓4    | N/A      | 李海印↓5 |
| 12       | 賓荷娜   | 柳知娜↑5   | N/A      | 金恩序↑2     | 曹柔理↓1  | 李采映↓4   | 金娜妍↑9  | N/A                                | 朴昭名↓1    | N/A      | 朴昭名=  |
| 13       | 李賽倫   | 裴恩英↑9   | N/A      | 盧知宣↑9     | 張圭悧↑7  | 曹柔理=    | 張圭悧↓2  | N/A                                | ♣★李詩安↑4  | N/A      | NATTY↑1  |
| 14       | 李娜炅   | 金恩序↑6   | N/A      | 裴恩英↓1     | 金恩序↓2  | 金恩序=    | 裴恩英↑3  | N/A                                | NATTY↑3     | N/A      | 金恩序↑2 |
| 15       | 李詩安   | 金恩潔↓9   | N/A      | 徐慧仁↓5     | 裴恩英↓1  | ♠徐慧仁↑2  | 曹柔理↓2  | 金娜妍 金恩序 賓荷娜 李詩安 曹柔理 | 裴恩英↓1    | N/A      | 曹柔理↑3 |
| 16       | 李憐惟   | 秋元喜↓6   | N/A      | 朴昭名↑2     | NATTY↓6   | NATTY=     | 金恩序↓2  | 金娜妍 金恩序 賓荷娜 李詩安 曹柔理 | 金恩序=     | N/A      | 李詩安↓3 |
| 17       | 柳知娜   | 賓荷娜↓5   | N/A      | 秋元喜↓1     | 徐慧仁↓2  | 裴恩英↓2   | NATTY↓1   | 金娜妍 金恩序 賓荷娜 李詩安 曹柔理 | ★宾荷娜↑2   | N/A      | 宾荷娜=  |
| 18       | 曹侑彬   | 朴昭名↑9   | N/A      | 趙瑛朱↑11    | 李詩安↑3  | ♠金明智↑3  | 李多喜↑8  | 金娜妍 金恩序 賓荷娜 李詩安 曹柔理 | 曹柔理↓3    | N/A      | 裴恩英↓3 |
| 19       | 申時雅   | 李詩安↓4   | N/A      | ♦金明智↑1    | 趙瑛朱↓1  | ♠申時雅↑4  | 宾荷娜↑6  | 金娜妍 金恩序 賓荷娜 李詩安 曹柔理 | ★申时雅↑1-3 |          |          |
| 20       | 金恩序   | 金明智↑1   | N/A      | 張圭悧↑5     | 秋元喜↓3  | 趙瑛朱↓1   | 申时雅↓1  | 金娜妍 金恩序 賓荷娜 李詩安 曹柔理 | 金娜妍↓8-3  |          |          |
| 21       | 金明智   | 朴宣↑3     | N/A      | 李詩安↓2     | 金明智↓2  | ♠金娜妍↑5  | 李诗安↑1  | N/A                                | 秋元喜↑6-3  |          |          |
| 22       | 裴恩英   | 盧知宣↑1   | N/A      | 朴宣↓1       | 李悠汀↑3  | 李詩安↓4   | 赵瑛朱↓2  | N/A                                | 徐慧仁↑3-3  |          |          |
| 23       | 盧知宣   | 申時雅↓4   | N/A      | 申時雅=      | 申時雅=   | 秋元喜↓3   | 李俞静↑1  | N/A                                | ★Tasha↑3-3  |          |          |
| 24       | 朴宣     | Tasha↑15   | N/A      | 賓荷娜↓7     | 賓荷娜=   | 李悠汀↓2   | 金明智↓6  | N/A                                | 李多喜↓6-3  |          |          |
| 25       | 李悠汀   | 張圭悧↑3   | N/A      | 李悠汀↑1     | Tasha↑1   | 賓荷娜↓1   | 徐慧仁↓10 | N/A                                | 赵瑛朱↓3-3  |          |          |
| 26       | 尹智雨   | 李悠汀↓1   | N/A      | Tasha↓2      | 金娜妍↑2  | ♠李多喜↑4  | Tasha↑1   | N/A                                | 李悠汀↓3-3  |          |          |
| 27       | 朴昭名   | 李憐惟↓11  | N/A      | 金恩潔↓12    | 朴宣↓5    | Tasha↓2    | 秋元喜↓4  | N/A                                | 金明智↓3-3  |          |          |
| 28       | 張圭悧   | 曹侑彬↓10  | N/A      | 金娜妍↑8     | 曹侑彬↑2  | 金朱賢↑4   | 金朱賢=   | N/A                                | 金朱賢=-3   |          |          |
| 29       | 慎惠仁x0 | 趙瑛朱↑7   | N/A      | 李多喜↑9     | 金恩潔↓2  | 曹侑彬↓1-2 |           |                                    |             |          |          |
| 30       | Michelle | 尹智雨↓4   | N/A      | 曹侑彬↓2     | 李多喜↓1  | 朴宣↓3-2   |           |                                    |             |          |          |
| 31       | 鄭昭彌   | 金朱賢↑1   | N/A      | 金朱賢=      | 李憐惟↑1  | 金恩潔↓2-2 |           |                                    |             |          |          |
| 32       | 金朱賢   | Snowbaby↑2 | N/A      | ♦李憐惟↓5    | 金朱賢↓1  | 李憐惟↓1-2 |           |                                    |             |          |          |
| 33       | 李瑟     | Michelle↓3 | N/A      | Snowbaby↓1-1 |           |            |           |                                    |             |          |          |
| 34       | Snowbaby | 李瑟↓1     | N/A      | Michelle↓1-1 |           |            |           |                                    |             |          |          |
| 35       | 李多喜   | 楊璉智↑3   | N/A      | 李瑟↓1-1     |           |            |           |                                    |             |          |          |
| 36       | 趙瑛朱   | 金娜妍↑4   | N/A      | 鄭昭彌↑1-1   |           |            |           |                                    |             |          |          |
| 37       | 趙世琳   | 鄭昭彌↓6   | N/A      | 尹智雨↓7-1   |           |            |           |                                    |             |          |          |
| 38       | 楊璉智   | 李多喜↓3   | N/A      | 楊璉智↓3-1   |           |            |           |                                    |             |          |          |
| 39       | Tasha    | 洪時雨↑2   | N/A      | ♦洪時雨=2-1  |           |            |           |                                    |             |          |          |
| 40       | 金娜妍   | 趙世琳↓3   | N/A      | 趙世琳=-1    |           |            |           |                                    |             |          |          |
| 41       | 洪時雨   |            |          |              |           |            |           |                                    |             |          |          |

- 每集結尾LIVE公布排名。“↑”或“↑”為排名上升，“↓”或“↓”為排名下降，“=”則為排名不變。
- 第一集“x0”=退校[註 25]。
- 第四集學生姓名前“♦”=使用了“排名上升券”（每張已上升一名）。
- 第四集“-1”=第一次出道能力考察淘汰，轉到「普通班」就讀（但後續均選擇自行離開）。[8][9]
- 第六集學生姓名前“♠”=使用了“三階排名上升券”（每張已上升三名）。
- 第六集“-2”=第二次出道能力考察淘汰，轉到「普通班」就讀。
- 第七集學生姓名前“♥”=使用了“排名上升券”（每張已上升一名）。
- 第九集學生姓名前“♣”=使用了“三階排名上升券”（每張已上升三名）；“★”=使用了“排名上升券”（每張已上升一名）
- 第九集“-3”=第三次出道能力考察淘汰，轉到「普通班」就讀。
- 第十一集排名前九位為確定出道學生：①盧知宣、②宋河英、③李賽倫、④李采映、⑤李娜炅、⑥朴池原、⑦李瑞淵、⑧白知憲、⑨張圭悧

## 收視率
| 集數     | 播出日期   | Nielsen Korea                                                                    | TNMS                                                                             |
| -------- | ---------- | -------------------------------------------------------------------------------- | -------------------------------------------------------------------------------- |
| 1        | 2017/07/13 | 1.5%                                                                             | 1.5%                                                                             |
| 2        | 2017/07/20 | 1.2%                                                                             | 1.1%                                                                             |
| 3        | 2017/07/27 | 0.8%                                                                             | 1.4%                                                                             |
| 4        | 2017/08/03 | 0.8%                                                                             | 1.1%                                                                             |
| 特別放送 | 2017/08/10 | 本週在官方Facebook進行特別LIVE放送，偶像學校學生們透過直播與育成會員們直接溝通。 | 本週在官方Facebook進行特別LIVE放送，偶像學校學生們透過直播與育成會員們直接溝通。 |
| 5        | 2017/08/17 | 0.6%                                                                             | 0.6%                                                                             |
| 6        | 2017/08/24 | 不適用                                                                           | 0.5%                                                                             |
| 7        | 2017/08/31 | 不適用                                                                           | 不適用                                                                           |
| 8        | 2017/09/08 | 不適用                                                                           | 0.6%                                                                             |
| 9        | 2017/09/15 | 0.4%                                                                             | 不適用                                                                           |
| 10       | 2017/09/22 | 不適用                                                                           | 不適用                                                                           |
| 11       | 2017/09/29 | 0.4%                                                                             | 0.7%                                                                             |

## 演出活動
| 節目資訊       | 節目資訊       | 節目資訊           | 節目資訊                                                                  | 節目資訊                                  | 節目資訊                                                  |
| 日期           | 地點           | 節目名稱           | 成員                                                                      | 演出內容                                  | 備註                                                      |
| -------------- | -------------- | ------------------ | ------------------------------------------------------------------------- | ----------------------------------------- | --------------------------------------------------------- |
| 2017年11月29日 | 日本橫濱體育館 | 2017 MAMA in Japan | 李海印、NATTY、曹柔理、裴恩英、李詩安 （節目單上標為《偶像學校Class 1》） | 《PICK ME》《無限重播》《恋爱的幸運餅乾》 | 與AKB48、Weki Meki、金請夏、PRISTIN、fromis_9共同合作舞台 |

## 之後

### 投票疑似造假和其他爭議
《PD手冊》還接露了節目拍攝過程有許多不當的地方，例如：
- 未成年人深夜攝影（根據《大眾文化藝術產業發展法》(韓語：대중문화예술산업발전법)第22~23條規定，未成年人在晚上10時到次日早晨6時禁止參加任何演藝活動）
- 應該給予的環境不佳
- 過度管理等。
- 拍攝現場氣氛非常糟糕，事件當事人自身及其監護人批評，都是十幾歲的孩子、正在長身體，卻因為饑餓和睏倦而大哭，集體宿舍也帶來非常大的壓力，有人甚至打破窗戶逃出去。[23]